# Milton (Indiana)
Milton – miasto w Stanach Zjednoczonych, w stanie Indiana, w hrabstwie Wayne.